# 鲁布科
鲁布科（德語：Rubkow）是德国梅克伦堡-前波美拉尼亚州的市镇，隶属于前波美拉尼亚-格赖夫斯瓦尔德县。总面积为35.03平方千米，截至2023年12月31日总人口为622人。